# FK Čukarički Stankom
O Fudbalski Klub Čukarički Stankom (sérvio:Фудбалски клуб Чукарички Станком) é uma equipe de futebol do bairro de Čukarica, na cidade de Belgrado, Sérvia. Foi fundado em 1926 e suas cores são preto, branco e dourado. 
Seu primeiro presidente foi Miloš Ilić, o primeiro aviador Sérvio. Os primeiros jogadores do clube eram todos amadores, e eles próprios faziam seus uniformes. O jogador mais famoso do Čukarički no período entre-guerras foi Aleksandar Petrović-Pikavac. Em 1935 ele se transferiu para o Iugoslávia Belgrado, um dos melhores times do país na época, e se tornou regularmete convocado para a Seleção da Iugoslávia. É lembrado como um dos melhores dribladores da Iugoslávia pré-guerra.
Atualmente, recebe o patrocínio de uma grande empresa da cidade, a STANKOM, que ocasionou uma boa situação financeira no clube, além de ampliar em 7.000 lugares o estádio, o Čukarički Stadion, em Belgrado, que tem capacidade para 5.000 espectadores. 
A equipe compete na primeira divisão do Campeonato Sérvio de Futebol. Em 1999/00 terminou em sexto lugar no Campeonato Iugoslavo, sua melhor colocação. Na Copa da Sérvia, sua melhor colocação foi as quartas-de-final em 2006/07, quando foi eliminado pelo Estrela Vermelha.
A equipe já participou da Copa Intertoto em 1996 e 1997. Atualmente disputa a fase de grupos da Liga Conferência Europa da UEFA de 2023-24.

## Títulos
- Copa da Sérvia: 2014–15